# Symposiachrus browni
A Symposiachrus browni a madarak osztályának verébalakúak (Passeriformes) rendjébe és a császárlégykapó-félék (Monarchidae) családjába  tartozó faj.

## Rendszerezése
A fajt Edward Pierson Ramsay ausztrál zoológus és ornitológus írta le 1883-ban, a Monarcha nembe Monarcha (Piezorhynchus) browni néven.

## Alfajai
- Symposiachrus browni browni (E. P. Ramsay, 1883)
- Symposiachrus browni ganongae (Mayr, 1935)
- Symposiachrus browni meeki (Rothschild & Hartert, 1905)
- Symposiachrus browni nigrotectus (Hartert, 1908)[2]

## Előfordulása
A Salamon-szigetek területén honos. Természetes élőhelyei a szubtrópusi vagy trópusi síkvidéki esőerdők, valamint vidéki kertek. Állandó, nem vonuló faj.

## Megjelenése
Testhossza 15 centiméter.

## Természetvédelmi helyzete
Az elterjedési területe elég kicsi, egyedszáma pedig csökken. A Természetvédelmi Világszövetség Vörös listáján mérsékelten fenyegetett fajként szerepel.